# Rikki Fifton
Rikki Fifton (né le 17 juin 1985 à Londres) est un athlète britannique, spécialiste du sprint.
Médaillé de bronze aux Championnats d'Europe espoirs d'athlétisme 2007, ses meilleurs temps sont de :
- 100 m : 10 s 16 à Shanghai le 28 septembre 2007
- 200 m : 20 s 46 (+0,5) à Genève le 6 juin 2009.

## Palmarès
| Année | Compétition                   | Lieu     | Place | Épreuve |
| ----- | ----------------------------- | -------- | ----- | ------- |
| 2007  | Championnats d'Europe espoirs | Debrecen | 3e    | 200 m   |